# Agustina Ruiz Dupont
Agustina Ruiz Dupont (Almuñécar, Granada, 8 de abril de 1891-193?) es la protagonista del El enigma Agustina y pudo llegar a ser una física española y divulgadora científica que versionaba canciones populares con conceptos científicos haciendo "copla científica".

## Biografía
Nació en Almuñécar, Granada el 8 de abril de 1891. Sus padres, Fernando Ruiz y Enriqueta Dupont, tuvieron seis criaturas, siendo Agustina la menor. Criada en París, se licenció en Ciencias Físicas en la Universidad de La Sorbona, de 1909 a 1914 graduándose con unas calificaciones excelentes. Fue alumna de Marie Curie, quien la consideraba una de sus alumnas más brillantes y la recomendó a Blas Cabrera para que le dirigiera su tesis doctoral.  
Su rastro desaparece antes de la Guerra civil española. La última carta que se conoce de ella se la escribe a Pepin Bello, quien la introdujo en el ambiente intelectual y artístico de Madrid. Se rumoreaba que tal vez puso en evidencia al general Franco a través de uno de sus espectáculos. Y quizás por eso Franco quiso borrarla de la Historia. Unos dicen que la fusilaron. Otros que volvió a París y se fue a México. O, simplemente, desapareció. Aunque quizás fue un mito y una mujer de tantas que pudieron ser tanto, pero la dictadura franquista y el machismo de la época, no permitió.

### Trayectoria académica
Su tesis doctoral defendida en la Universidad Central de Madrid, fechada el 23 de noviembre de 1923, se titulaba “Sobre las propiedades magnéticas de los materiales”. Sin embargo, no consta en ningún registro ni biblioteca universitaria. Se convirtió en una investigadora del más alto nivel, llegando a impresionar a Albert Einstein en 1930 en la Conferencia Solvay que terminó con una actuación suya.
Mantuvo correspondencia con científicos relevantes de la época en mecánica cuántica desde 1918 hasta 1933 (Curie, Einstein, Schödinger, Bohr, Heisenberg, Pauli). Destacaba su solidez científica, ideas ingeniosas, innovadoras y precursoras.
Schrödinger en el año 1925 se inspiró en unas vacaciones de Navidad que pasó en los Alpes suizos en compañía de una mujer desconocida, para desarrollar la ecuación que lleva su nombre y explica el mundo subatómico. Dupont podría ser la inspiradora de la misma y no haber recibido reconocimiento por parte de Schöringer.
Formó parte del movimiento de Las Sinsombrero, mujeres intelectuales de Madrid con un fuerte compromiso social, artístico, educativo.

### Trayectoria artística
En cierto momento, renunció a su carrera científica de alto nivel, para empezar a explicar ciencia por los pueblos de España. Su labor divulgativa se realizaba de una manera insólita: adaptaba las letras de canciones populares para que tuvieran contenido científico.
Su sueño era sacar a España del analfabetismo científico. Para ello, quería hablar al pueblo en un lenguaje que entendiera. Usó las canciones populares (coplas, couples), como vehículo transmisor de la ciencia y de la cultura y las versionaba con conceptos científicos muy modernos para la época. Su nombre artístico era La Fotoncita de Jerez. Recorrió pueblos con su compañía La Barraca Cuántica con su primo Casimiro Dupont, palmero con nombre artístico Enanita Blanca.
Sus letras vaticinan conceptos científicos lentes gravitacionales o la teoría del todo que aún no se habían desarrollado. En 1933 ya vaticinó con una copla que era necesario desarrollar una teoría capaz de unificar la mecánica cuántica con la teoría de la relatividad para lograr una "teoría del tó".
- Tengo un gato en una caja, 1933
- Ese fotón, 1933
- La tarara del electrón, 1934
- Vamos Alberto, 1934

## El enigma Agustina
La historia de Agustina Ruiz Dupont, la que pudo ser la científica más brillante y prometedora de su época en España, es la prueba de invisibilidad a la que fueron sometidas las mujeres de la Generación del 27, no solo en las artes, sino, como es el caso de la protagonista de documental, en la ciencia. La que se conoce como Edad de Plata de la ciencia española, iniciada en 1907 con la puesta en marcha de la Junta de Ampliación de Estudios con personas científicas como Blas Cabrera y Felisa Martín Bravo, entre otras. Época quebrada en 1939 con el proceso de depuración y exilio de la comunidad científica provocados por la Dictadura de Francisco Franco, permitió a muchas mujeres incorporarse a la labor investigadora y probar que el talento científico no era exclusivo de los hombres. Sin embargo, el recuerdo de aquella etapa las ha olvidado durante décadas.
En el año 2018 el falso documental El enigma Agustina, a través de la historia del personaje de ficción de Agustina Ruiz Dupont, recapitula los logros más destacados de la ciencia europea durante el primer tercio del siglo XX. Nos invita a imaginar qué podría haber llegado a ser un país en el que una dictadura no hubiera apartado a las mujeres, despreciado a los homosexuales, encarcelado a la cultura y enviado al exilio a su ciencia. El documental fue financiado por la Fundación Española para la Ciencia y la Tecnología (FECYT) y el Instituto de Astrofísica de Andalucía (IAA-CSIC).